# لواء داوود
لواء داود وتُكتب أيضًا لواء داوود هي مجموعة مسلحة نشطت في الحرب الأهلية السورية حيث اتخدت من سمرين في محافظة إدلب مقرًا لها ونشأت بوصفها جماعية فرعية من ألوية صقور الشام ثم أصبحت في وقت لاحق فصيل مسلح مستقل قبل أن تنضم الجماعة إلى تحالف جيش الشام في عام 2014 جنبا إلى جنب مع جماعات انشقت على الدولة الإسلامية في العراق والشام أثناء الصراع بين الثوار خلالَ الحرب الأهلية السورية.
في مقابلة مع زعيم الحركة حسن عبود؛ قال هذا الأخير إن الثوار كانوا فاسدين وانتهازيين، لكن المعارضة السورية ردّت بالتأكيد على أن اللواء داود وكل من والاه كانوا مُتطرفين تابعين لتنظيم الدولة في إدلب. وفقًا للسكان المحليين فإنّ واحدا من إخوت عبود قد قاتل القوات الأمريكية خلال حرب العراق، كما أشار البعض إلى أن الثنائي قد عاد إلى سوريا وأسّسا خلية نائمة مرتبطة بتنظيم القاعدة في العراق. قبل تأسيس اللواء داوود؛ كان حسان عبود يعمل تحت سقف ألوية صقور الشام حتّى عام 2011. ذكرَ بعض أعضاء ألوية صقور الشام أن عبود قد قام بعددٍ من الاجتماعات المتكررة مع قيادة الدولة الإسلامية في عام 2013 وبعد ذلك بدأ عبود مباشرة في محاولة تخريب المجموعات الثورية الأخرى كما عمل على تأسيس اللواء وتزعم قيادته. جدير بالذكر هنا أنّ أبو علي الأنباري كان قد اجتمع مع مختلف قادة الثوار في محافظة إدلب من بينهم عبود وأعطى اللواء مليوني دولار بالإضافة إلى الأسلحة. تم اتهام اللواء داوود بمحاولة اغتيال قادة أحرار الشام بما في ذلك جيمس فولي قبل أن يتحول عن عقيدته وينضم اداعش. نفذ الفريق عددً من عمليات الاغتيال ضد منافسيه والأفراد الذين خانوا المجموعة كجزء من حملة سرية. أعلن عبود في أوائل عام 2014 أن اللواء داود كان سينضم لجيش الشام إلا أنه تلقى تعليمات من الدولة الإسلامية. أعلنت المجموعة بحلول تموز/يوليو 2014 بيعتها للخليفة أبو بكر البغدادي قبل أن تُغادر باتجاه الرقة لتنضم لصفوف جنود الخلافة. قاتل عبود جنبا إلى جنب مع باقي أفراد في معارك متعددة إلى جانب الدولة الإسلامية بما في ذلك معركة عين الإسلام وغزوتدمر.

## صقور الشام
خلال تشكيل المجموعة؛ كانت فرعًا من ألوية صقور الشام. تم توكيل زعامة الفرع إلى حسن عبود وبحلول عام 2012 بات الفرع لاعبًا مهمًا في الأزمة السورية حيث عُرف عنه استعمال العبوات الناسفة ضد القوات الحكومية على الطرق السريعة بالإضافة إلى ضبط الأسلحة والمركبات وحتى الدبابات من يد الجيش السوري. حينما كان فرعا لألوية الصقور؛ شارك اللواء داوود في معركة تفتناز كما نفذ كمينًا ضد الحرس الثوري الإيراني وقوات الدفاع الوطني بالقرب من الحدود بين محافظة حلب ومحافظة إدلب.